# 1967年香港股災

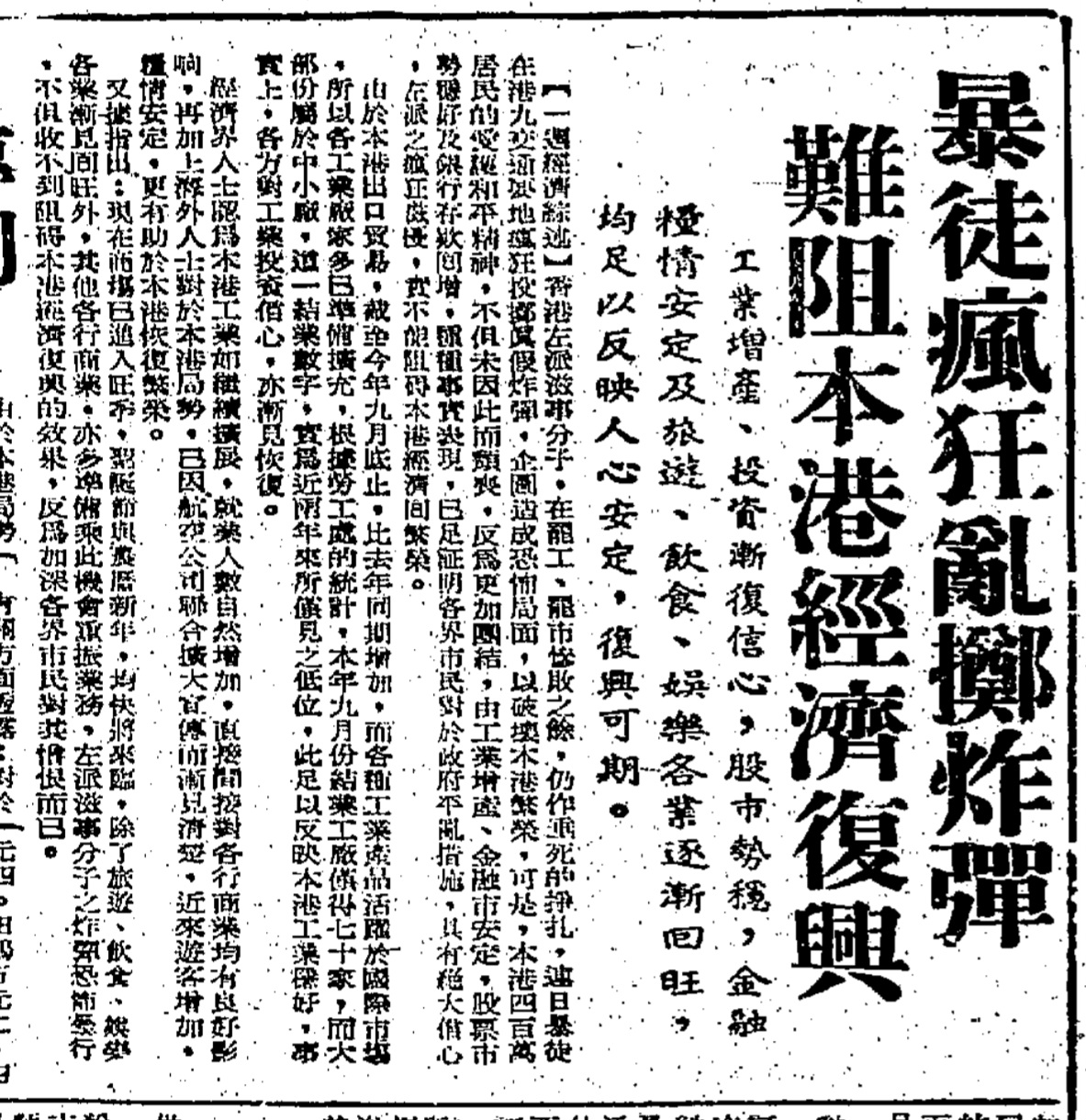
《工商日報》在1967年10月16日報道縱使左派搗亂份子在香港進行密集的炸彈恐怖襲擊，仍是難以阻礙香港經濟復興；香港的出口貿易截至今年9月，對比去年同期增長，香港各類製品繼續活躍於國際市場；香港工業增產，出口增加，就業及消費信心恢復，香港股市及金融市場回穩，旅遊、飲食及娛樂行業已逐漸恢復興旺，足見人心安穩，香港重回繁榮昌盛；左派恐怖份子持續進行炸彈暴行，不但無法破壞香港經濟復興，反而讓香港社會各界加深對港共的厭惡和憎恨

1967年香港股災，又稱六七股災，是香港股市在1967年發生的一次大跌市，這次股災的主因是六七暴動，1967年8月31日恆生指數下跌至歷史最低58.61點收市，這是自恆生指數在1964年7月31日以100點為基數創設以來的最低收市點數，也是恆指迄今的最低位。六七股災是繼1965年因明德銀號倒閉及廣東信託銀行發生擠提引發1965年香港股災後，香港在1960年代發生的另一次股災，1967年7月以鬥委會為首的香港左派組織發動連串恐怖襲擊，在8月20日至8月28日接連發生北角清華街慘案、林彬林光海慘案、西環正街炸彈襲擊案、獅子山爆炸案，六七暴動炸彈潮的城市恐怖主義陰霾籠罩香港，引起投資者恐慌及拋售香港資產，導致恆指下挫逾25%，至10月因局勢漸趨受控及明朗化，市民信心恢復，恆指開始反彈，同年12月暴動漸告平息，恆指在隨後的1968年大幅上漲6成，不但扭轉在1965至1967年連續三年下跌的頹勢，並且迎來長達五年的牛市，直至發生七三股災為止。

## 背景
1965年1月下旬明德銀號因資不抵債發生擠提後倒閉，2月廣東信託銀行也因爲過度放貸及有大筆呆壞帳引發擠提，該銀行之後全線停業，擠提潮遂蔓延至包括恆生銀行在內的多家華資銀行，廣東信託銀行最終倒閉，這次華資銀行擠提潮衝擊香港股市，引發六五股災，恆生指數於1965年11月30日下跌至77.95點，及後有所回升，1966年2月28日恆指升至該年的最高位85.81點，之後反覆下跌。1966年4月6日發生歷時三晚的天星小輪加價暴動，但是在香港經營的親中國國民黨媒體如《工商日報》及親中國共產黨媒體如《大公報》，均在社論呼籲民眾冷靜及支持港府維持社會秩序，顯示在香港的左右兩派勢力都不欲介入這次因天星小輪頭等艙加價港幣五仙，而被黑社會勢力藉機發起的騷亂，這場騷亂於4月9日被平息，1966年的六六騷亂雖未有對股市構成衝擊，但港股於1966年內始終缺乏上升動力，一直未有重回80點以上。踏入1967年，恆指在年初維持在78至79點之間窄幅上落，至六七暴動開始發生的1967年4月底，恒生指數收報78.35點。
1966年5月中國爆發文化大革命，最初未有對香港造成影響，可是澳門在1966年12月發生一二·三事件，中共支持的澳門左派勢力成功壓服澳門政府及驅逐國民黨勢力出澳門，到1967年1月中國發生一月風暴，中共的極左派在毛澤東的支持下奪得黨政機關的控制權，在香港的中共勢力亦密謀將文化大革命的舞台搬到香港，並且試圖仿效澳門親共團體的鬥爭方式壓服香港政府，及將國民黨勢力驅逐出香港，新華社香港分社領導層開始與香港左派組織積極尋找發起暴亂的機會。

## 歷程

### 左派發起暴亂
香港的親共組織自1967年年初便開始利用工人及左派媒體，企圖利用工廠內生產管理的事務製造對立及發起罷工，藉此主導工廠的行政，進而將工潮政治化為矛頭直指港府的鬥爭，不過最初因為資方讓步及香港警方採取冷處理的手法，未能將事件擴大，直至同年5月在新蒲崗發生的香港人造花廠工潮，左派團體帶領左派工人衝擊區內的工廠大廈，引發警民衝突，並且煽動暴徒到處縱火及搶掠。5月16日香港工會聯合會理事長楊光成立簡稱「鬥委會」的「港九各界同胞反對港英迫害鬥爭委員會」，開始以「反英抗暴」為名發起大規模暴亂，及後暴動在左派團體搖旗吶喊下逐漸擴大，九龍及香港島一度需要實施宵禁。由於中國政府支持這場左派暴動，在信心危機下中國政府在香港經營的中資公司更是首當其衝，5月尾中資銀行發生擠提，單是中國銀行在5月24及25日的兩天內便被提走1,190萬港元（對比1967年物價：灣仔的一個面積300呎的洋樓住宅單位售價3萬港元），以1967年香港外匯儲備等值約24億港元，可見經濟所受到的衝擊。因為1960年代尚未有自動化的股份買賣系統，在交易所的落盤、對盤及交易都需要人手進行，受到暴動影響，香港證券交易所在1967年6月8日至6月20日一度停市。

### 炸彈浪潮及恆指暴跌
鬥委會發起罷工及罷市得不到大多數市民的積極響應後，鬥委會於7月將暴動升級爲連串炸彈恐怖襲擊，在香港各區街頭及交通設施放置八千多件疑似爆炸品，當中有一千多枚真炸彈，鬥委會雖稱炸彈是用來炸政府及炸警察，但是大部分炸彈都是放置在鬧市、碼頭及車站，運行中的電車、巴士、火車和渡輪等公共交通系統屢次遇襲，港共團體發起城市恐怖主義炸彈浪潮的目的是要癱瘓香港社會，而被炸傷甚至被炸死的大部分是無辜的平民百姓。同年7月8日，約300名持有機槍及炸彈的中國民兵非法越境入侵中英街的香港邊境禁區及包圍沙頭角警崗，挑起沙頭角槍戰，引致香港警員5死12傷，香港的親共媒體又造謠稱解放軍即將越過深圳河入侵香港，在這段時期香港內憂外患，既要應對鬥委會發起的連串炸彈襲擊，又要面對軍事入侵及戰爭可能爆發的壓力，香港市民人心惶惶，在1967年8月下旬的十日內發生連串造成死亡的暴力襲擊事件，8月20日在北角有兩名年幼兒童被炸彈炸死，8月24日發生商業電台節目主持人林彬和堂弟林光海被親共份子暗殺燒死的慘案，8月25日西營盤連環炸彈爆炸導致無辜市民死傷，8月28日一名拆彈專家在獅子山山崖上拆彈時被炸彈炸死，接二連三的炸彈恐襲及縱火燒殺，引起市民及投資者對香港前景的憂慮，在1967年下半年掀起香港在二次大戰後的第一波移民潮，大批富裕的社會精英拋售香港股票及物業移居到歐美國家，引發大量財富轉移，香港股市也急速下挫。
在香港證券交易所掛牌上市的恆生指數成份股因左派發動連串暴力襲擊，觸發市場出現恐慌情緒而被拋售，恆生指數在1967年8月31日收市報58.61點，是恆生指數自創立以來的最低紀錄，由1966年的高位計算跌幅爲31.70%，若計及1965年華資銀行發生擠提潮之前的跌幅，更達到43.39%，即使由1967年4月尾開始計算，短短4個月的跌幅也達到25%，港股雖於9月稍為喘定，不過當時香港每天都有真假炸彈及有炸彈爆炸，並且造成多人死傷，9月3日灣仔消防局發生炸彈爆炸及港九各區的炸彈襲擊合共造成1死28傷。9月下旬至10月上旬期間，港共的炸彈襲擊更為密集。10月13日灣仔電車遇襲造成1死11傷，同日在灣仔告士打道有一名警察被炸彈炸死。

### 局勢開始受控及恆指回升
1967年10月13日，聯邦事務部次官石寶德勳爵抵達香港展開8天訪問，港共將炸彈恐襲行動升級，在石寶德途經的地點投放超過600個真假炸彈，包括在來往啟德機場的道路放置炸彈，還利用左派學校的師生布放炸彈，然而連串的無差別襲擊卻使發起六七暴動的港共團體盡失民心，亦導致香港民眾對支持這場動亂的中國政府產生極為負面的觀感，原本同情左派工人示威的市民紛紛倒向支持香港政府的立場，紅衛兵火燒英國駐北京代辦處也促使中國總理周恩來重新審視對六七暴動的支持態度，即使港共的炸彈襲擊在1967年10月仍然持續，但香港政府已取得普羅大眾及社會主流輿論的支持，社會秩序亦正在恢復，香港的出口貿易截至9月仍較去年同期增長，香港工業製品繼續活躍於國際市場，促使廠家增產，就業人數增加，投資和消費的信心逐漸恢復，顯示香港經濟正在復甦。
1967年10月，港府落實一項香港社會各界期待已久的基建工程，宣布即將興建橫越維多利亞港的第一條汽車過海隧道，亦即在1969年動工，並於1972年通車的紅磡海底隧道，基建相關的股份及匯豐銀行的股價帶動恆生指數上揚。10月尾，港府主辦香港週提振香港本土消費，縱然歷時7天的香港週於舉行期間受到港共發動數以百計的炸彈襲擊及發生怡和街炸彈爆炸，依然有大量市民無懼港共暴力威脅，熱烈出席香港週的各項遊藝及文娛活動，香港廠商及百貨公司在香港週期間推出各項減價促銷及抽獎活動，振興了因六七暴動而一度低迷的零售業和本土消費，同時反映香港社會在港共的炸彈恐襲威脅下正逐漸適應並展現出韌力，港共進行城市恐怖主義的作用已被大為減弱並陷入邊緣化，規模較以往盛大的第25屆銀禧工展會亦於1967年12月5日如期開幕。六七暴動於1967年12月中基本被平息
，香港經濟於六七暴動後迅速復甦並恢復高速增長，1968年7月底恆指上升至82.77點，不但高於1967年4月尾發生六七暴動前的78.35點，其後還創新高，突破在1965年1月29日收報103.53的舊最高點數，於1968年年終收報107.55點，恆指在1968年全年上升60%，並且扭轉1965年以來持續三年的跌市。1969年恆指升破150點，由於恆生指數比在1964年7月31日的100點初始值高出50%，恆指編製人關士光認為港股市況向好及時機成熟，於1969年11月24日正式對外公開恆生指數。

## 後續影響
六七股災的跌幅於短短數月間便達到25%，也創下恆生指數歷來最低的58.61收市點數，不過因爲當年香港股票市場只得一間香港証券交易所，這間交易所的上市公司大部分是英資企業，證券交易的手續又以英語爲主，因此在1960年代投資香港股市的散戶主要是外籍人士及較為富裕或有較高學識的本地華人，一般普羅市民則較少參與，所以這次股災對一般華人居民的直接影響較小，即使回顧六七暴動，也多會提及左派暴徒放炸彈、清華街慘案及林彬被燒死，當年發生的六七股災卻較少被提及。
雖然香港左派團體在1967年發起暴亂並策動連串炸彈恐襲，投資者擔憂香港前景而大量拋售香港資產及股票，引發六七股災，但另一方面有部分獨具慧眼的商人認為香港左派團體響應中國文化大革命風潮而在香港發起暴動不得民心，相信港府和市民能夠挫敗左派團體發起的動亂，更認為這次由左派暴動導致的香港股市大跌及香港房地產價格下滑，反而是大舉投資香港股票及房地產的重大機遇。當年經營塑膠廠的李嘉誠趁地價低位在香港島大量買入地皮，並建成為工廠大廈，把原本從事塑膠花業務的長江工業有限公司逐漸轉型發展成為龍頭地產商之一的長江實業。新鴻基企業的合夥人郭得勝與李兆基趁低位買入大量地皮，後來分別自立門戶建立新鴻基地產及恆基兆業地產。珠寶商人鄭裕彤與同行業者楊志雲把握時機購買大量地產物業，及後合資創辦新世界發展。隨著進行炸彈襲擊的左派團體受到香港市民唾棄及香港主流社會抵制，六七暴動於同年12月被港府基本平息，香港經濟迅速復甦。這四位商人成功掌握這次重要機遇，趁六七暴動的地產市道低潮大量吸納地皮房產，乘著在1960年代後期起的香港經濟起飛，股市和地價在香港經濟高速增長下均有可觀的上漲，他們紛紛在1971至1972年的香港股市熱將其創辦的地產公司在股票交易所上市集資，逐漸建立起他們的「地產王國」。
香港證券交易所在六七暴動期間曾經採取停市措施，此舉引起部分投資者不滿，此外在香港證券交易所的掛牌公司又以英資企業爲主，香港中小企業申請上市不易，而且交易語言及文書主要是英語，致使普羅大衆不易參與證券買賣，港府成功平息六七暴動後，香港的經濟活動很快便回復正常及恢復快速增長，1967年股災也間接催生以華人為主要服務對象的證券交易所，遠東交易所於1969年10月率先開業，金銀證券交易所及九龍證券交易所亦相繼於1971及1972年成立，便利華人居民參與證券交易，市民以散戶形式入市買賣股票的門檻大爲降低，證券買賣很快便在各階層的市民普及，股票市場十分熾熱，恆生指數上升逾倍，可是這個年代的普羅大眾對股市的概念和認知相當貧乏，其時對公司申請上市集資又缺乏完善的監管機制，其後終引發七三股災。

## 外部連接
- 馮邦彥著《香港金融業百年》，三聯書店（香港）有限公司，2002年。
- 藍潮著《香港股市風雲》，名流出版社，1997年9月。
- 藍潮著《香港商戰風雲錄》，名流出版社，1997年6月。